# Milk Inc. – The DVD
Milk Inc. – The DVD – pierwsze DVD grupy Milk Inc. Zawiera wersje akustyczne piosenek oraz teledyski do singla Whisper.

## Lista Utworów
- Acoustic Session

1. Oceans
2. Don't Cry
3. Walk On Water
4. I Don't Care
5. Maybe

- The Music Videos

1. Whisper
2. I Don't Care
3. The Sun Always Shines On TV
4. Time
5. Breathe Without You
6. Sleepwalker
7. Wide Awake
8. Never Again
9. Livin' A Lie
10. Land Of The Living (UK Version)
11. Land Of The Living
12. Walk On Water (UK Version)
13. Walk On Water (German Version)
14. Oceans
15. In My Eyes (UK Version)
16. Inside Of Me
17. Free Your Mind
18. La Vache